# Diário Oficial do Estado do Piauí

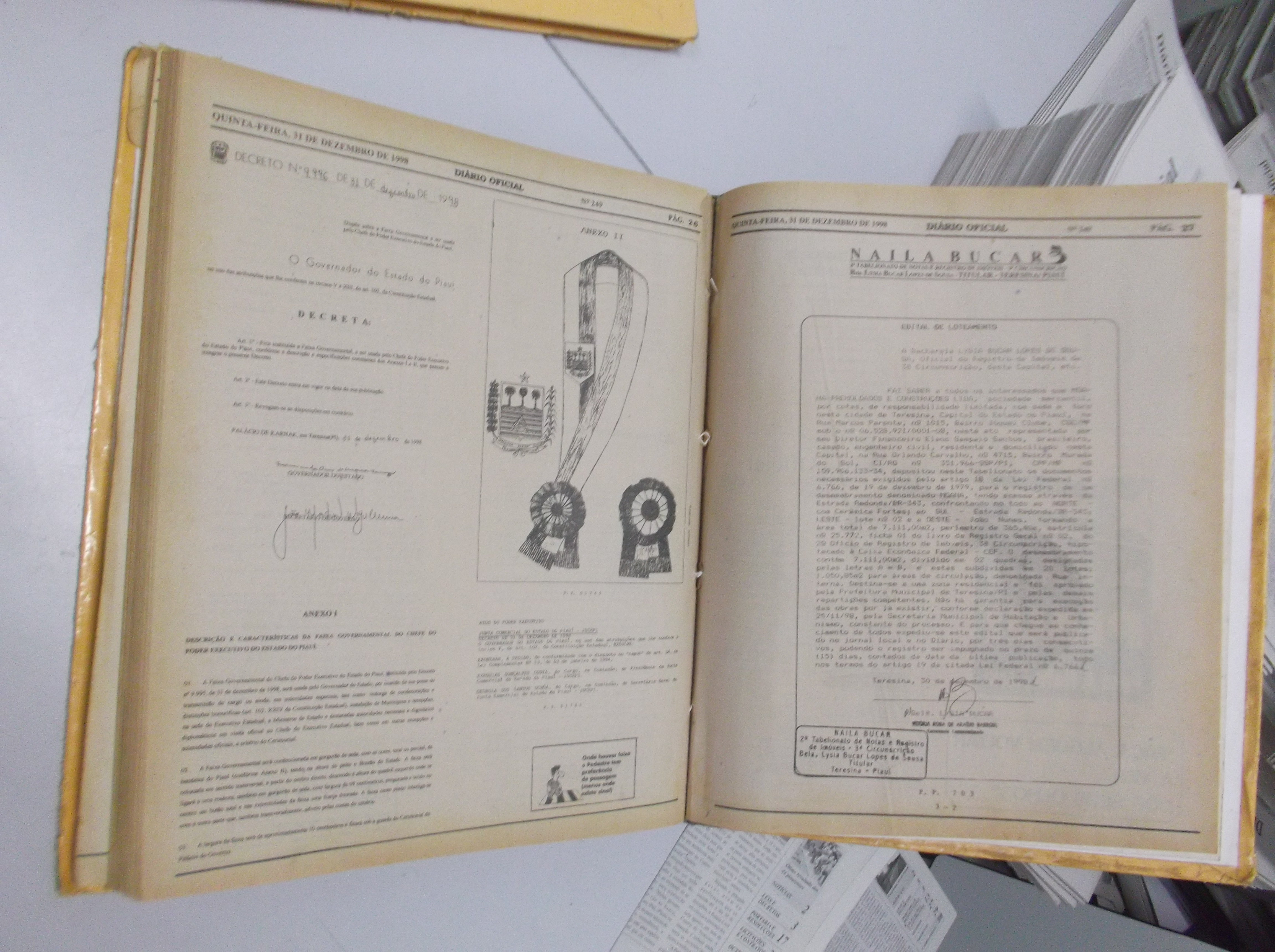
Encadernado com edições.

O Diário Oficial do Estado do Piauí é a instituição oficial de publicidade dos atos jurídicos do governo do estado do Piauí.

## História
Foi criado em 1910 com o nome de Imprensa Oficial pela Lei Estadual nº. 558, de 21 de junho de 1910 e em 1930 passa a denominar-se Diário Oficial. Em 1968, a lei estadual nº.2.871, editada em 20 de maio cria a Companhia Editora do Piauí (COMEPI) que desde então é a gerenciadora do Diário Oficial do Estado do Piauí.

## Ver também

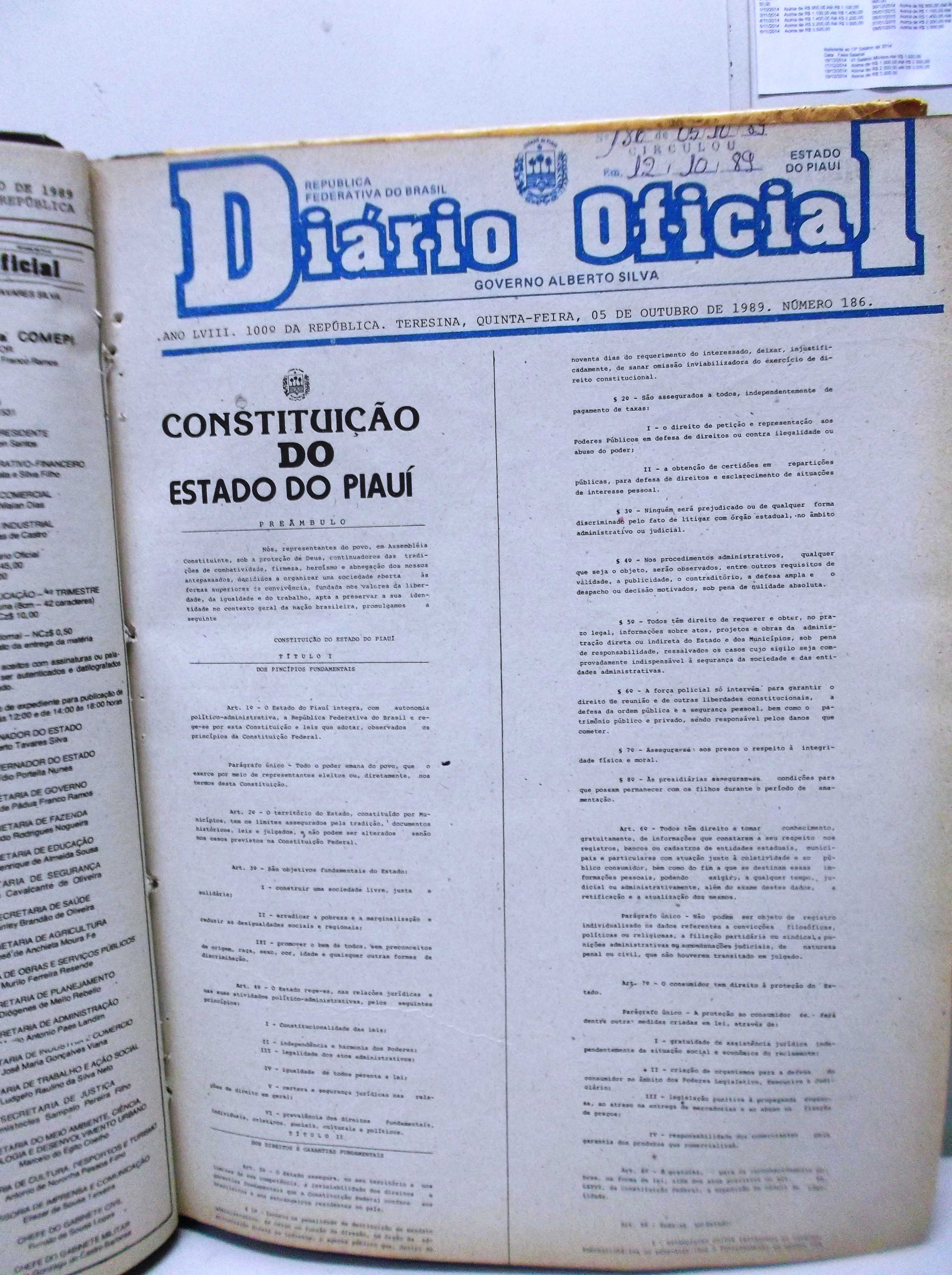
Edição do dia 5 de outubro de 1989 com o texto da Constituição Política do Estado do Piauí
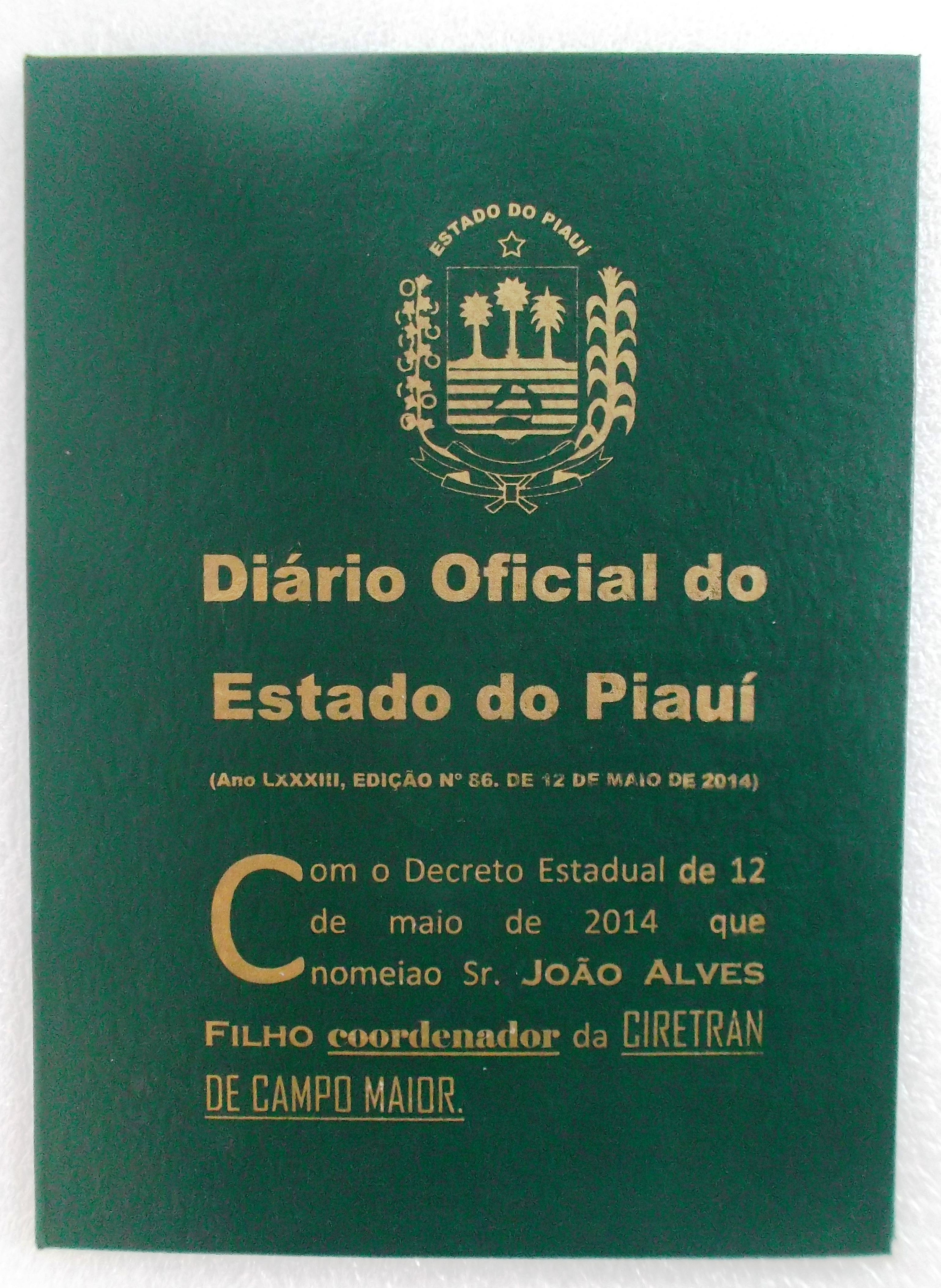
Edição com encapamento de colecionador

## Seções
- Notícias (inicias)
- Leis e decretos
- Portarias e resoluções
- Licitações e contratos
- Outros
- Notícias (finais)
- Campanhas[4]